# Miljöliberalism
Miljöliberalism (engelska: Free-market environmentalism) är en politisk idé som förespråkar en fri marknad för att hantera miljöproblem. Företrädare för detta tänkande menar att äganderätter, marknadslösningar och civilrättsliga avtal fungerar bättre än statlig inblandning för att säkerställa en god miljö.   
Till skillnad från folk som anser att miljöproblem beror på marknadsmisslyckanden menar miljöliberaler att miljöproblem snarare beror på:
1. Lagar som urholkar äganderätten och upprättar ett gemensamt ägande över olika resurser
2. Lagar som överskriver civilrättsliga avtal och garanterar nedsmutsare immunitet från civilrättsliga avtal

Miljöliberaler menar därför att den bästa metoden för att bevara miljö och natur handlar om att försvara äganderätter för att skydda miljön. De menar att om de som blir påverkade av föroreningen kan kräva ersättning från nedsmutsaren kommer det att resultera i att utsläppen reduceras kraftigt. Detta görs bäst genom en reform av rättssystemet som ser till att de som blir utsatta för föroreningar kan få ersättning för det. Man menar även att stater har minskat möjligheter till ersättningar genom att komplicera det civilrättsliga systemet för att gynna producenter. 

## Problemanalys
Man avfärdar helt synen att miljöproblem beror på olika marknadsmisslyckanden. Överlag ifrågasätter man begreppet och menar att kollektiva varor och marknadsmisslyckanden bäst hanteras av marknaden, i den mån de ens existerar. Förvisso erkänner de flesta att marknaden inte uppnår jämvikt direkt men man menar att statlig inblandning bara snedvrider marknaden och försvårar det naturliga strävandet mot jämvikt som sker på en fri marknad. Istället för att hävda att olika typer av problem med miljön beror på för mycket marknad hävdar man att det istället beror på för lite marknad. Orsaken till många miljöproblem ser man i hur staten agerar och det finns åtskilliga exempel man stödjer sig på.
Ett av dessa exempel kommer från en tid då många markägare gick till staten för att få hjälp med att deras mark blev nedsmutsad. De avfärdades då av staterna som menade att det var nödvändigt att tillåta det för att öka landets bruttonationalprodukt och gynna det allmänna bästa.
Från 1800-talets USA kommer ett annat exempel. I Seattle köpte ett par en bit natur för att kunna bevara denna. På denna mark fanns det enorma tallar och när paret invigde Ravenna Park blev detta snabbt ett populärt resmål. Folk från över hela USA åkte till Ravenna Park för att se dessa tallar och trots avgifter som finansierade parken kunde så mycket som mellan 8000 och 10 000 personer besöka parken under en dag. 1911 ville staten garantera att dessa tallar bevarades och efter ett köp som kan liknas vid en expropriering tog man över parken. 1925 hade alla tallar huggits ner. När man inte längre försökte ta ut avgifter för att se tallarna fanns det inga incitament att behålla dem och de höggs ner och såldes som bränsle av staten. 
Anledningarna till att staten inte kan hantera miljön beror på saker som inte är några nyheter enligt miljöliberaler. Dels innebär staten resursslöseri då den inte kan kalkylera korrekt och därmed inte utnyttja resurser på bäst sätt, vilket Ludwig von Mises lyfte fram. Dels så bygger all statlig verksamhet på kränkandet av äganderätter och det innebär att den som äger en bit mark som den vill bevara som naturreserverat inte är garanterad säkerhet. Ett exempel på en sådan kränkning av äganderätten där staten låtit "det allmännas bästa" gå före det privata ägandet är fallet Antonik v. Chamberlain i USA.
Värt att betona är att de flesta miljöliberaler inte är för ett statslöst samhälle. De menar att staten har en roll i att skydda äganderätter men att staten inte gör det jobbet i de fall där miljön smutsas ner.
Utöver detta teoretiska försvar för varför marknaden hanterar miljön bättre än staten brukar även många miljöliberaler peka på miljöskadliga subventioner. Genom att subventionera sådant som är dåligt för miljön och beskatta sådant som är mindre dåligt för miljön bidrar staten till miljöproblemen enligt miljöliberaler. Ett exempel på en sådan syn är den rapport Mattias Svensson och Miljöpartiets förre språkrör Maria Wetterstrand skrev åt den liberala tankesmedjan Timbro med namnet Fiskesubventioner och andra bottennapp.

## Lösningar
Istället för regleringar och kollektiv ägande tror miljöliberaler att miljön bäst skyddas genom upprätthållande av privata äganderätter. Genom att låta folk äga miljön används den mest effektivt och incitament att åka snålskjuts på andra och släppa ut försvinner. 
I boken Robust Political Economy menar ekonomen och miljöliberalen Mark Pennington att han inte sitter inne på de tekniska lösningar som krävs för att hantera problem med kollektiva varor. Hans poäng är däremot att det institutionella arrangemang som krävs för att hantera kollektiva varor är den fria marknaden då det genom evolutionära processer mest effektivt sållar fram metoder för att hantera kollektiva varor.
Miljöliberaler i den österrikiska traditionen såsom Walter Block och Murray Rothbard brukar istället betona privat ägande som en lösning på miljöproblem. 

## Intern diskussion
Vissa nationalekonomer har med hänvisning till Coaseteoremet argumenterat för att om fabriker skulle få förhandla med den som smutsade ner och få betala för detta skulle det skapa ett incitament för att minska sina utsläpp, vilket möjligtvis skulle kunna leda till att de valde att mer miljövänliga vägar för att maximera sin vinst. Dessutom hävdar dessa nationalekonomer att det här skulle leda till den perfekta balansen mellan marginalnyttan av att fortsätta med en verksamhet och marginalkostnaden på miljön för verksamheten. Det kräver en viss nivå av abstrakt tänkande vad gäller miljöproblem eftersom detta Coasianskt tänkande handlar om att tillåta en viss grad av utsläpp eller om att utnyttja något som förekommer naturligt. Detta är en sofistikerad variant av polluter pays principen. Vissa har kritiserat Coaseteoremet för att vara svårt att tillämpa i praktiken då det fungerar bäst när transaktionskostnaderna är små, vilket inte är fallet med miljöproblem då antalet faktorer inblandade är många. 
Ett flertal libertarianer, såsom Rothbards efterföljare, har avfärdat Coases lösning då de menar att det är omöjligt att mäta miljöförstöring enbart i pengar och för att det gör ogenomtänkta och felaktiga värderingar.  ( PDF) Rothbardianernas lösning är istället att erkänna individernas äganderätter, vilket enligt Rothbardianernas värdefria ekonomiska analys skapar störst nytta för alla. ( PDF)

## Framstående miljöliberaler
- Walter Block
- Daniel Cohn-Bendit
- Laura Jones (Fraser Institute)
- Murray Rothbard
- Terry L. Anderson
- Donald R. Leal
- Mark Pennington

## Kritik
Kritiker menar att miljöliberaler inte har några metoder för att hantera gemensamma problem såsom överdrivet utnyttjandet av naturen och miljön eftersom de helt tar avstånd från statlig kontroll och  regleringar. De anser att ägandet av naturresurser är för komplicerat för att det ska kunna privatiseras, vilket även är fallet för det lagliga ansvar som är för avancerat för att kunna skötas av privata aktörer.